# アルビン/歌うシマリス3兄弟
『アルビン 歌うシマリス3兄弟』（アルビン うたうシマリス3きょうだい、原題：Alvin and the Chipmunks）は、2007年公開のアメリカ映画。

## 概要
アニメ『アルビンとチップマンクス』を初の実写化。おなじみのアルビンたちが、アニメ同様実写でも大暴れ。いたずら好きでリーダー格のアルビンを筆頭にドタバタと涙と笑いを繰り広げる。シマリスのキャラクターはCGが使われている。
日本での映画公開前に日本語吹き替え版に採用されるアルビンらのバンド（=ザ・チップマンクス）の日本名が公募され、千葉県在住の女性が応募した「ザ・しまっピーズ」が採用された。

## ストーリー
ぱっとしないシンガーソングライターのデイブは作品の売り込みに失敗して、レコード会社の社長のイアンからお前の歌など誰も歌わないと酷評され、会社を追い出される。　デイブが腹いせにマフィンのバスケットを奪ったことから、森からレコード会社に連れてこられたアルビンたちはデイブの自宅に紛れ込む。デイブは最初しゃべるシマリスなど災いの元だと雨の中一度は追い出したものの、３兄弟の歌声に魅了されて、デイブの歌を歌うことを条件に寝る場所を提供するということになる。
デイブはさっそくクリスマス用の新曲を３兄弟に教え込み、イアンの前でデモンストレーションを計画するが失敗し、別の仕事もセオドアの落書きのせいで失敗し完全に失業してしまうはめになる。また元カノのクレアとよりが戻りそうになるが、アルビンの余計なお節介とデイブの日頃の行いの悪さが祟ってデートも台無しに。アルビンたちが罪滅ぼしのつもりでイアンのオフィスに出向いたことがきっかけでたちまち、デイブの新曲は大ヒットし、シマリス３兄弟は、一気にスターへと駆け上がる。
そんなアルビンたちをデイブは本当の父親のように、夜の外出は居所を教えろだの贅沢はダメだのと心配して叱ったりするうちに、いつしかデイブとシマリス３兄弟は親子のような関係が芽生えはじめる。しかしアルビンたちを我が物にしたいというイアンのたくらみと、ちょっとした誤解で、デイブとシマリスたちは引き裂かれてしまう。
デイブの家を去り、セレブで贅沢三昧な毎日を送るアルビンたちは全米ツアーで脚光を浴びて人気者にはなったが、セオドアがホームシックにかかり、続いてデイブの心配したとおり、過密スケジュールは子供のシマリスたちには過酷すぎて、ついに限界がきて喉を痛めて声が出なくなってしまう。アルビンたちは罪悪感を感じながらイアンの命令で口パクコンサートを強要されることになる。　
一方デイブはアルビンたちに必要とされなくなったと感じてさみしさを覚え、声を聞かせて欲しいと電話をかけるがとりついでもらえず、デイブは彼らを奪還することを決意する。口パクコンサートの中にデイブを見つけた、アルビンたちは自分たちが本当に求めていたものはデイブのような人だったということにやっと気がつく。アルビンたちは大喜びして舞台はめちゃくちゃになる。
アルビンたちはイアンに捕獲されてケージに閉じ込められ、連れ去られたがサイモンの智恵でケージを抜け出し身代わりの人形でごまかして脱走し、デイブの元に帰ることに成功する。

## キャスト
役名：俳優（ソフト版吹き替え）アルビンなどのキャラクターは話し声と歌声はそれぞれ別々のキャストがしている。
- デヴィッド・セビリア（デイブ） - ジェイソン・リー（藤原啓治）
- イアン・ホーク - デヴィッド・クロス（根本泰彦）
- クレア・ウィルソン - キャメロン・リチャードソン（花村さやか）
- ゲイル - ジェーン・リンチ（唐沢潤）
- アルビンの声 - ジャスティン・ロング（川中子雅人）
- サイモンの声 - マシュー・グレイ・ギュブラー（成瀬誠）
- セオドアの声 - ジェシー・マッカートニー（林勇）

## スタッフ
- 監督：ティム・ヒル（英語版）
- 製作：ロス・バグダサリアン・Jr、ジャニス・カーマン
- キャラクター製作：ロス・バグダセーリアン
- 製作総指揮：ミシェル・インペラート・スタービル、カレン・ローゼンフェルト
- 原案/脚本：ジョン・ヴィッティ
- 撮影：ピーター・ライオンズ・コリスター
- 編集：ピーター・バーガー
- 音楽：クリストファー・レナーツ

### 日本語版制作スタッフ
- 演出：中野洋志
- 字幕翻訳：栗原とみ子
- 吹替翻訳：高山美香
- 調整：山本洋平、金秀賢
- 制作：ACクリエイト

## 興行収入
北米では3475館で公開。約4400万ドルを記録して初登場1位となる。公開3週目で1億ドルを、公開7週目で2億ドルを突破。2007年度の全米興行収入では9位となり、配給もとの20世紀フォックス映画の中で最も興行収入を稼いだ作品となった。しかし、日本では原作アニメが浸透していなかったため、興行収入は伸びなかった。